# Euploea simplificata
Euploea simplificata är en fjärilsart som beskrevs av Gustaaf Hulstaert 1924. Euploea simplificata ingår i släktet Euploea och familjen praktfjärilar. Inga underarter finns listade i Catalogue of Life.